# Gare de West Hampstead (Thameslink)
La gare de West Hampstead (Thameslink) est une gare ferroviaire anglaise de la Midland Main Line (en), située à West Hampstead, membre du Borough londonien de Camden, dans le Grand Londres en Angleterre.
Elle est mise en service en 1871 par la Midland Railway.
La gare est desservie par des trains de cette compagnie dans le cadre de la route Thameslink entre Kentish Town et Cricklewood.

## Situation ferroviaire
Établie à 51 mètres d'altitude, la gare de West Hampstead (Thameslink) est située sur la Midland Main Line (en), entre les gares ouvertes de Cricklewood et de Kentish Town.

## Histoire
La station alors dénommée « West End » est mise en service le 1er mars 1871 par la Midland Railway. Elle est située sur son extension à St-Pancras, pour desservir le nouveau quartier autour du hameau de West End.
Pendant une courte période à partir de 1878 la gare faisait partie des trains du Midland Main Line qui traversent de St-Pancras à Earl Court via Acton Central et Turnham Green.
La gare a changé de nom à plusieurs reprises :
- « West End » , le 1er juillet 1903.
- « West End and Brondesbury », le 1er avril 1904.
- « West Hampstead », le 1er septembre 1905.
- « West Hampstead Midland », le 25 septembre 1950

et finalement :
- « West Hampstead (Thameslink) », le 16 mai 1988[1],[3]

## Service des voyageurs

### Accueil
La gare dispose d'un bâtiment voyageurs situé au sud des voies. Il y a également un accès au nord des voies.
Deux passerelles permettent la traversée des voies et l'accès aux quais.

### Desserte
La gare de West Hampstead (Thameslink) est sur la route Thameslink, exploité par Thameslink. Elle est desservie à tout moment de la journée avec un service horaire de nuit entre Bedford et Three Bridges. En heure de pointe, six trains arrivent en une heure, quatre trains sont en cours d'exécution entre Luton et Saint-Albans.
Il y a aussi un service horaire à Sevenoaks pendant le pic de départ de West Hampstead (Thameslink)

Vues d'ensemble des installations
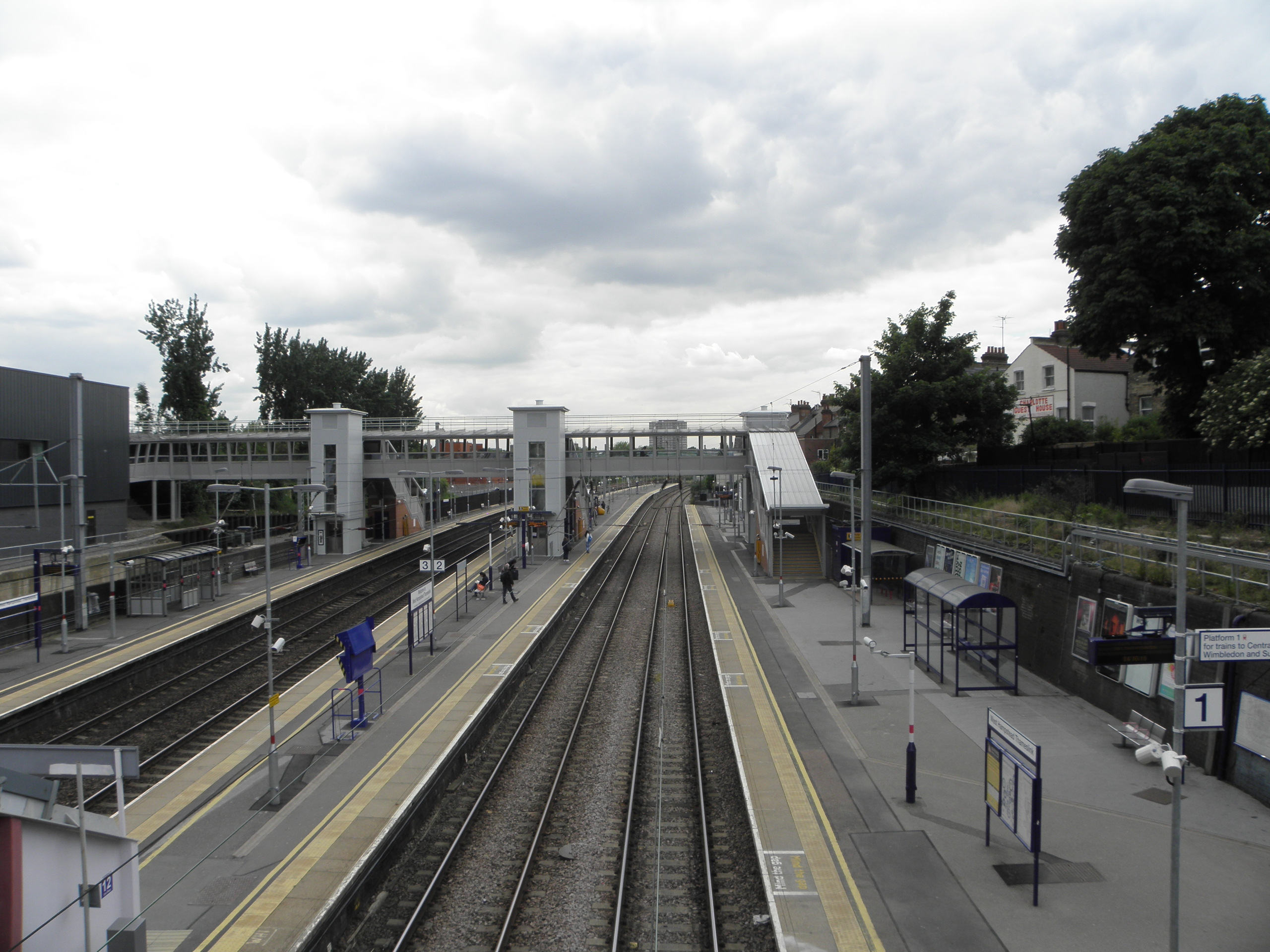
Vue vers l'ouest (2012).
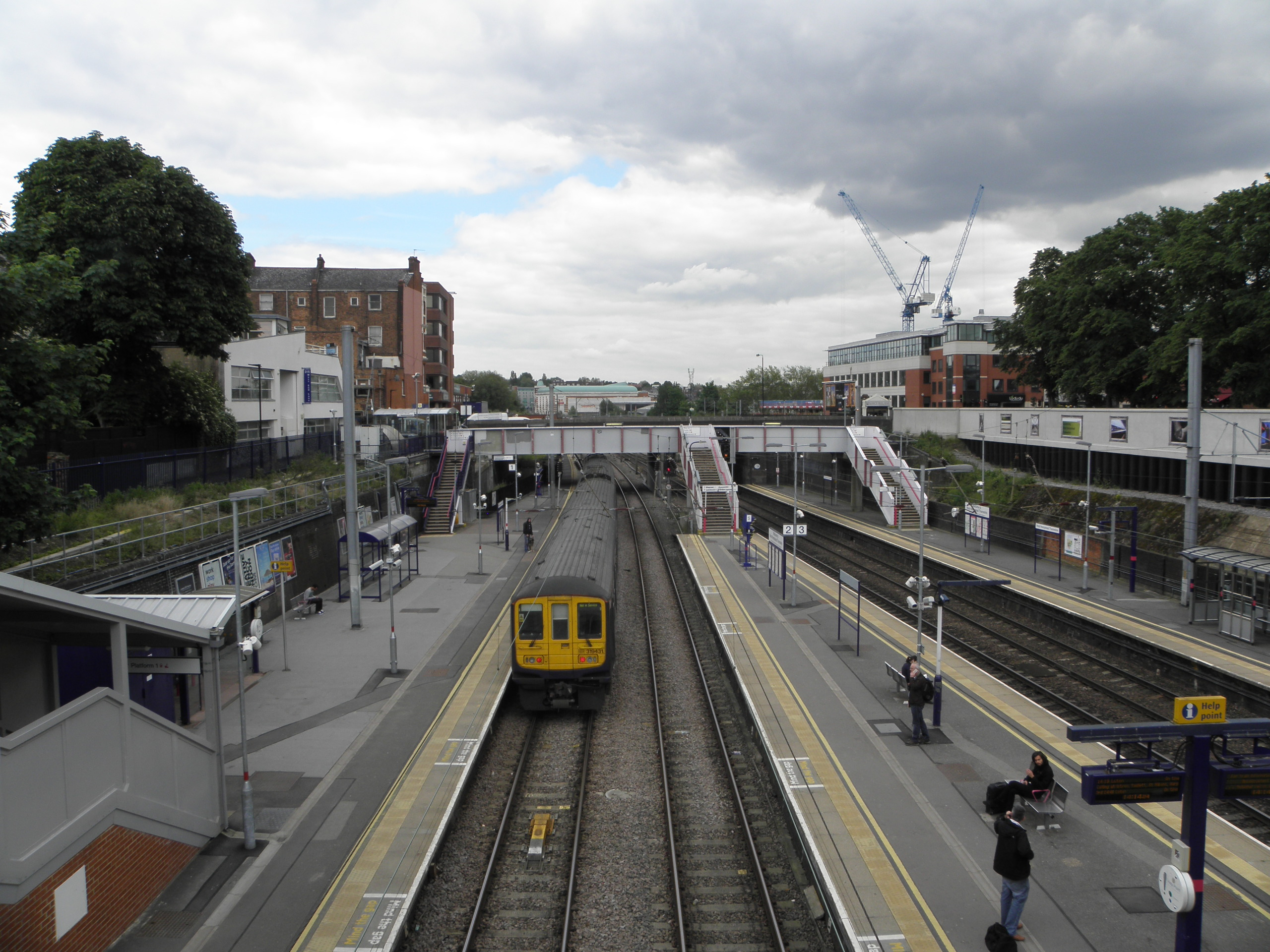
Vue vers l'est (2012).
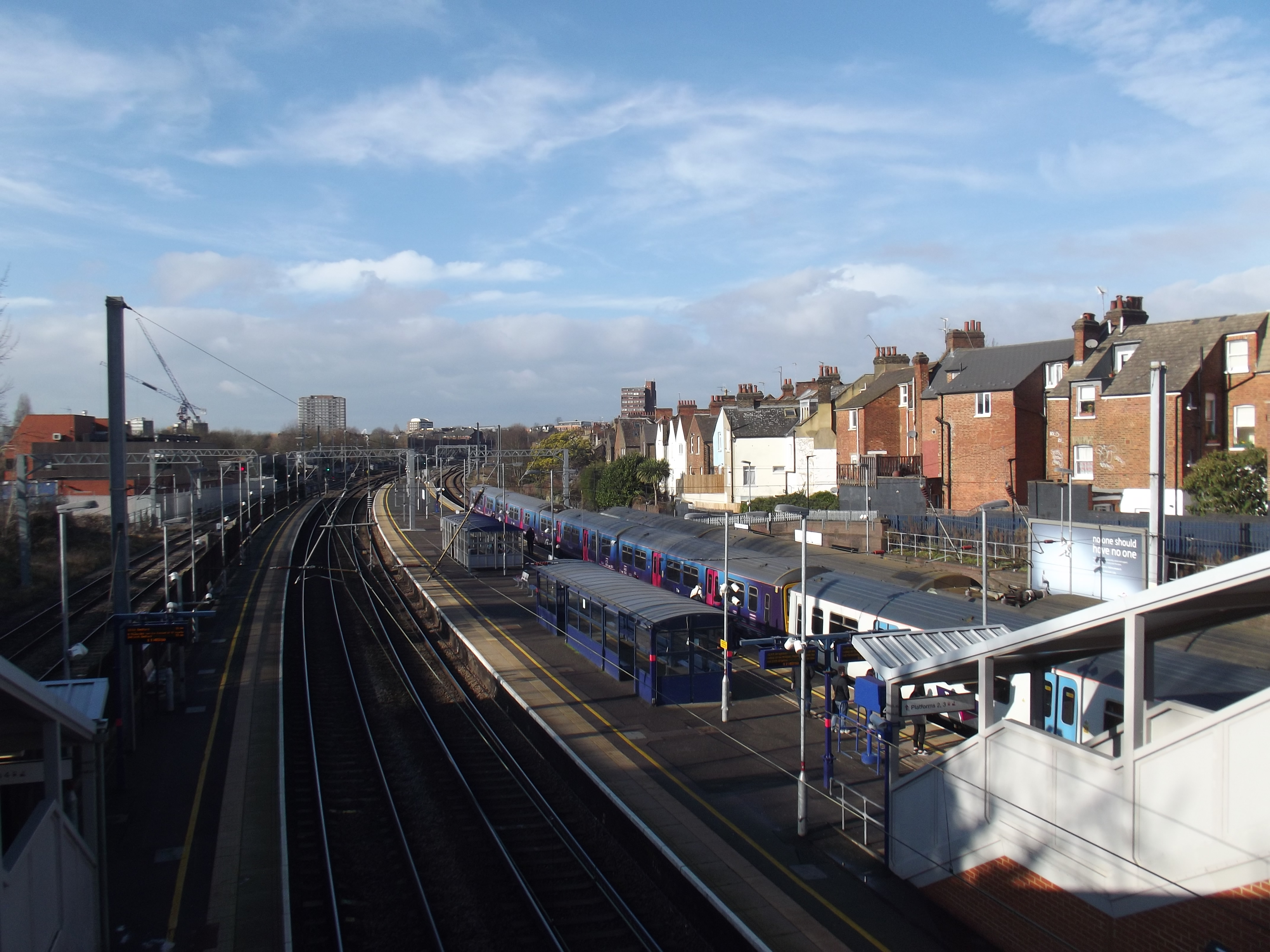
Desserte (2015).

### Intermodalité
Les lignes 139,328 et C11 de l'autobus de Londres desservent la gare.
La station West Hampstead du métro de Londres est située à proximité.

## Projet
La disposition actuelle des trois gares distinctes (Thameslink, Overground et Jubilee Line) signifie que les passagers qui souhaitent changer de ligne doivent marcher le long du West End Lane, une rue très passante. Une proposition de réaménagement a été proposée en 2004 par Chiltern Railways qui relierait les trois gares avec des allées souterraines. Ce projet prévoit de construire de nouvelles plates-formes pour le Chiltern Main Line, et peut-être également pour Metropolitan Line, et les gares de Thameslink et London Overground (anciennement Silverlink) seraient déplacés sur le côté est du West End Lane. Le réaménagement impliquerait la démolition des bâtiments existants et le réaménagement du West End Lane comme « un boulevard bordé d'arbres »,,.
Les plans ont été mis en attente en 2007 en raison de l'incertitude sur la franchise ferroviaire North London Line. Des trains de destinations supplémentaires à travers le réseau Thameslink sera réalisé en 2018.